# Pierre Reymond

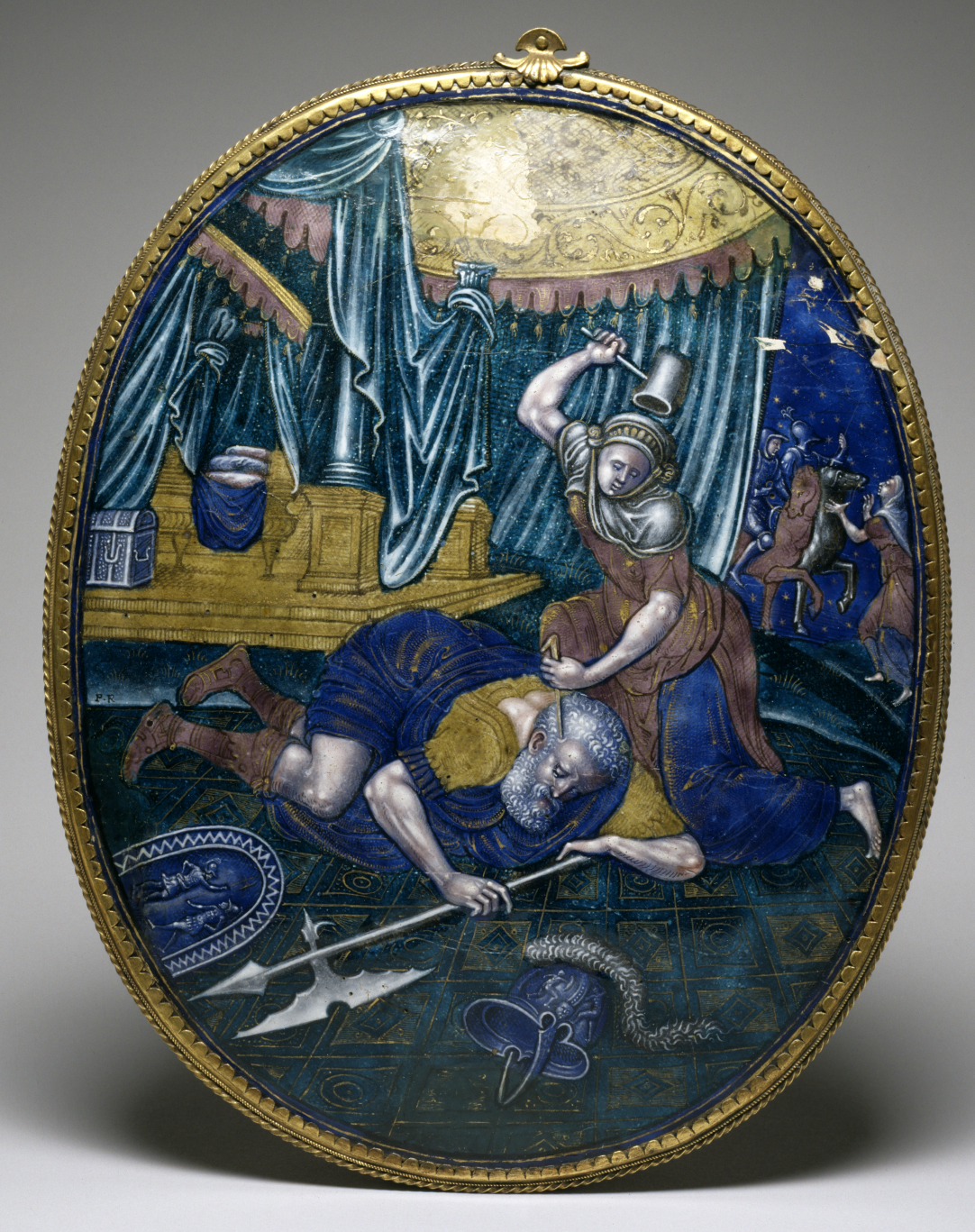
Pierre Reymond, Giaele uccide Sisera, 1550-1575

Pierre Reymond (1513 – 1584) è stato un pittore francese specialista di smalto di Limoges.

## Biografia
Pierre Reymond era titolare di una nota bottega di smalti policromi, a Limoges e tra i discepoli ebbe Pierre Courteys. Insieme agli artisti della famiglia Pénicaud e a Léonard Limosin è considerato tra più dotati, tra i pittori su smalto della sua epoca. Gli oggetti finemente smaltati prodotti nella sua bottega portavano le sue iniziali sormontate da una corona, oppure erano firmati Raymon, Rexmon, Rexmond, o Reymon, anche se non erano totalmente frutto del suo lavoro. Creò vasellame smaltato a grisaille, per uso la tavola - tazze, piatti, ciotole, bacili - che erano decorati con soggetti  ispirati alla  mitologia classica. Sui bordi aggiungeva fregi e animali idealizzati o frutto di fantasia. Per i disegni di scene e di grottesche era certamente debitore degli artisti della Scuola di Fontainebleau e di incisori tedeschi e italiani, suoi contemporanei.

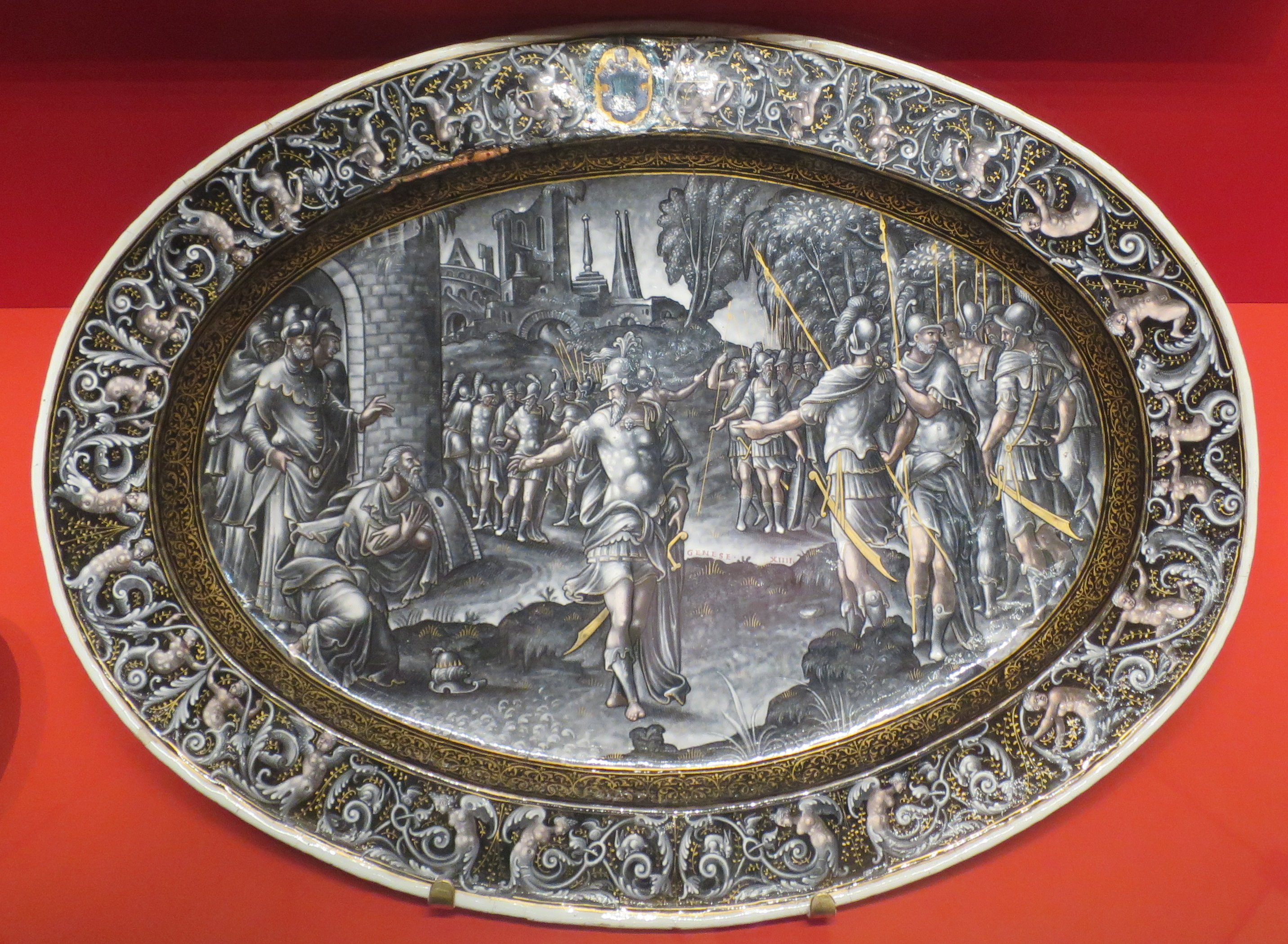
Pierre Reymond, Piatto con Abramo che rifiuta i doni del re di Sodoma, 1577, Hermitage

Compose anche quadri con soggetti religiosi. Reymond è l'autore di una pala di altare smaltata, eseguita su commissione del duca Anne de Montmorency, per la cappella del castello di Écouen.
Al Petit Palais, a Parigi, sono in mostra opere di Reymond. Una saliera con smalti policromi, datata 1552, si trova nel Museo di Santa Giulia, a Brescia. Una coppa con coperchio è a Firenze, al Museo nazionale del Bargello. Un suo cofanetto, con scene bibliche e profane, realizzate in smalti a grisaille su ottone dorato, è nella Galleria Sabauda, a Torino.